# Paracaryopsis
Paracaryopsis es un género de plantas con flores perteneciente a la familia Boraginaceae. Comprende tres especies.
Es considerado un sinónimo del género Cynoglossum L.

## Especies seleccionadas
- Paracaryopsis coelestina
- Paracaryopsis lambertiana
- Paracaryopsis malabarica